# Kantára
Kantára är ett slott i Cypern.   Det ligger i distriktet Eparchía Ammochóstou, i den nordöstra delen av landet, 60 km nordost om huvudstaden Nicosia. Kantára ligger 613 meter över havet. Det ligger på ön Cypern.
Terrängen runt Kantára är varierad. Havet är nära Kantára åt nordväst.Trakten runt Kantára är ganska glesbefolkad, med 25 invånare per kvadratkilometer. Närmaste större samhälle är Tríkomo, 13,7 km söder om Kantára. Trakten runt Kantára är i huvudsak ett öppet busklandskap.